# Prêmio Claudio Weber Abramo de Jornalismo de Dados
O Prêmio Claudio Weber Abramo de Jornalismo de Dados é um prêmio brasileiro envolvendo jornalismo de dados em obras jornalísticas. A premiação é organizada pela Open Knowledge Brasil e a Transparência Brasil, com apoio institucional da Associação Brasileira de Jornalismo Investigativo. Há quatro categorias: "Investigação guiada por dados", "Visualização", "Inovação e experimentação" e "Dados Abertos". O trabalho jornalístico pode ter sido publicado em qualquer meio, com algumas exceções para o tipo de trabalho que pode ser submetido. Cada uma das categorias tem uma premiação de R$ 2.500,00.

## História
O prêmio Claudio Weber Abramo de Jornalismo de Dados foi criado em 2019, em homenagem a Cláudio Weber Abramo, morto em 2018, que era jornalista e fundador da ONG Transparência Brasil.
Na ocasião da primeira premiação, durante a Conferência Brasileira de Jornalismo de Dados e Métodos Digitais (Coda.Br), a mulher de Cláudio Abramo, Cristina Penz, leu um texto escrito por Abramo um mês antes de sua morte, explicando que não se tratava de uma reflexão sobre jornalismo, nem sobre dados ou transparência, mas que, de alguma forma, remetia a tudo isso. "Trata do processo de aprender a compreender as coisas para além da superfície. De enxergar o todo, mas também as partes que o constituem":
| “ | Fiz o ginásio no Colégio Nova Friburgo, da Fundação Getúlio Vargas entre 1957 e 60. Era um internato. O ensino era excelente, tendo me beneficiado a vida inteira. Uma das matérias era o canto orfeônico. O professor - infelizmente, não me recordo de seu nome - tinha de seguir o currículo oficial que incluía solfejo, escalas e outros assuntos tradicionais da matéria. Aos onze anos de idade, aquilo era de doer. Acontece que o professor bem sabia disso: ele lidava com esses assuntos bem depressa e depois se dedicava a nos ensinar a ouvir música. Tocava discos de música clássica em um toca-discos e nos chamava a atenção para as passagens, a dinâmica, os instrumentos, as massas sonoras. A vasta maioria das pessoas ouve música em bloco. O som da execução entra misturado pelos ouvidos e não é processado pelo cérebro além de uma impressão geral. Quando se pede a alguém: “ouça o fraseado do saxofone”, usualmente não há resposta. O ouvinte não consegue separar instrumentos individuais ou mesmo distinguir entre a flauta e o violino, entre a guitarra e o trompete. O que nosso professor nos ensinou foi ouvir música analiticamente, como os profissionais. Ou seja, fazendo o cérebro funcionar como uma mesa de som de múltiplos canais. Esse foi um dos mais importantes ensinamentos de minha vida, pois ouvir música assim se traduz em grande riqueza de percepções. Consegue-se prestar atenção no jogo entre os timbres dos instrumentos, nas entradas e saídas, nos desenhos traçados pelos integrantes individuais do conjunto. | ” |
|   | — Claudio Weber Abramo, 2018, . |   |

Depois de ler o texto de autoria de Abramo, Cristina Penz finalizou seu discurso:
| “ | Vocês, que estão aqui debatendo e praticando um jornalismo de dados que enxerga os integrantes individuais do conjunto, estão levando adiante o propósito do Claudio. Ele adoraria estar aqui para dar os parabéns. E, como cidadã, eu agradeço | ” |
|   | — Cristina Penz, 2019 , . |   |

## Premiados
Os vencedores de cada categoria estão destacados em negrito. Os que não estão destacados em negrito são os finalistas.

### 2019[8]

###### Investigação guiada por dados
- Monitor da Violência, publicado pelo G1.[9]
- Em 28 anos, clã Bolsonaro nomeou 102 pessoas com laços familiares, publicado pelo O Globo.[10]
- Uma por uma, publicado pelo portal NE em conjunto com o Jornal do Commercio Pernambuco.[11]

##### Visualização
- 30 anos: O quanto a Constituição preserva de seu texto original publicado pelo Nexo Jornal.[12]
- Basômetro: quanto apoio o governo tem na Câmara?, publicado pelo Estadão.[13]
- Na história, nenhum presidente falou tanto em ideologia quanto Bolsonaro, publicado pelo Estadão.[14]

#### Inovação em jornalismo de dados
- @fatimabot, robô (bot) criado pela Aos Fatos.[15][16]
- O que revela uma análise das emoções dos candidatos durante o debate, publicado pelo Estadão.[17]
- Anda SP, reportagem da TV Globo.[18]

#### Dados Abertos
- Newsletter Don‘t LAI to ME, do site Fique Sabendo.[19]
- "Coquetel" com 27 agrotóxicos foi achado na água de 1 em cada 4 municípios, publicado em conjunto pelo Repórter Brasil, Agência Pública e a organização suíça Public Eye.[20]
- Poços não instalados pelo Dnocs no Ceará chegam a 74% em 4 anos, publicado pelo Diário do Nordeste.[21]

### 2020[22]

#### Investigação guiada por dados
- Como morre um inocente no Rio de Janeiro, publicado pela revista Época.[23]
- Estados compram 7 mil respiradores, mas menos da metade é entregue; valor de cada equipamento varia de R$ 40 mil a R$ 226 mil no país, publicado pelo G1.[24]
- Mapas inéditos: 10 escolas e mais de 1,5 mil edificações estão no caminho da lama das barragens da Vale em MG, publicado pelo Repórter Brasil.[25]

#### Visualização
- O cálculo de uma tragédia, publicado pelo Nexo Jornal.[26]
- Alagamentos nos quatro primeiros meses de 2019 sobem 65% em São Paulo, publicado pelo Estadão.[27]
- Distantes de UTIs e respiradores, indígenas da Amazônia tentam se blindar do vírus, publicado pela Info Amazônia.[28]

#### Inovação em jornalismo de dados
- Site "Elas no Congresso", criado pela revista AzMina.[29]
- Amazônia Minada, mapa criado pela InfoAmazônia.[30]
- Radar Aos Fatos, monitor de informações na Internet criado pela Aos Fatos.[31]

#### Dados Abertos
- Correio nas Escolas, série de reportagens feita pela Correio Braziliense.[32]
- Abrindo dados de pensionistas de todo o Brasil pela primeira vez no século, publicado pelo Fiquem Sabendo.[33]
- Punição: aposentadoria, publicado pelo The Intercept Brasil.[34]

### 2021[35]
Na edição de 2021, pela primeira vez, o Prêmio não contou com separação em categorias.
- Anatomia da Rachadinha, série de reportagens do UOL.[36]
- Engolindo fumaça, série de reportagens do Infoamazônia.[37]
- Existe uma Wakanda da política brasileira?, reportagem publicada pelo data_labe, em parceria com Alma Preta.[38]
- MonitorA, projeto da Revista AzMina com a organização Internetlab.
- Inocentes presos, reportagem da Folha de S. Paulo.[39]
- As pensões e os bilhões da família militar, publicada pela Revista Piauí.[40]
- Bolsonaro não usou um terço dos recursos aprovados para políticas para mulheres desde 2019, da Revista AzMina.[41]
- Brasil registra duas vezes mais pessoas brancas vacinadas que negras, reportagem da Agência Pública.[42]
- O ‘carro da linguiça’ e outras chacinas sobre rodas que exterminam a periferia e o governo ignora, do The Intercept Brasil.[43]
- O Facebook não morreu, reportagem do Núcleo Jornalismo.[44]
- Onde vai parar o lixo reciclável, reportagem do Portal Metrópoles.[45]
- Telegram, o novo refúgio da extrema direita, reportagem do Núcleo Jornalismo.[46]
- Um ano depois, assassinatos durante motim da PM seguem sem esclarecimento, reportagem do jornal O Povo.[47]

Houve menção honrosa para o Monitor Nuclear, projeto do Núcleo Jornalismo.